# Auguste Choisy
François Auguste Choisy (Vitry-le-François, 7 de febrero de 1841 - París, 18 de septiembre de 1909) fue un ingeniero, historiador y teórico de la arquitectura francés. Su visión de la historia de la arquitectura es técnica; identifica la buena arquitectura con la buena construcción y explica la sucesión temporal de los estilos según las expresiones tectónicas de una sociedad en relación con su medio físico. En vida fue reconocido con la Medalla de Oro del Real Instituto de Arquitectos Británicos.
Su obra fundamental fue la Historia de la arquitectura, que más allá de su visión analítica presentaba cerca de 1700 ilustraciones en blanco y negro que mostraban vistas isométricas desde dentro de los edificios y desde abajo. La isometría, utilizada en el libro con naturalidad, debido a su abstracción (la visión humana es una visión perspectiva), fue incorporada durante la generación siguiente a la arquitectura y al arte abstracto. Muchas de las ilustraciones del libro fueron utilizadas por Le Corbusier en su revista L'Esprit Nouveau y en su libro "Hacia una arquitectura".
Choisy fue, junto con Viollet-le-Duc y Guadet, uno de los tres historiadores de la arquitectura decimonónicos que más influyeron en la gestación de la arquitectura moderna. Es más, Le Corbusier le indicó como uno de los fundadores de la famosa revista, ya citada, L'Esprit Nouveau.

## Obras
- L'Art de bâtir chez les Romains (1873) (El arte de construir en Roma).
- L’Asie mineur et les Turcs en 1875. Souvenirs de voyage (1876).
- Le Sahara. Souvenirs d’une mission a Góleah (1881).
- Études épigraphiques sur l’architecture grecque (1883).
- L'Art de bâtir chez les Byzantins (1883) (El arte de construir en Bizancio).
- Histoire de l'architecture (1899) (Historia de la arquitectura).
- L'Art de bâtir chez les Égyptiens (1904) (El arte de construir en Egipto).
- Vitruve (1909) (Vitruvio).